# 수미킴프롬 암모니아 누출 사태
2022년 3월 21일 수미 전투 중 러시아의 공습으로 수미킴프롬 공장의 암모니아 탱크 중 하나가 파손되어 노보셀리차 및 베르흐냐 시로바트카 마을을 포함한 반경 2.5 킬로미터 (1.6 mi) 이내의 땅이 오염되었다. 바람의 방향으로 인해 수미 시는 누출 지점 가까이에 있었음에도 크게 영향을 받지 않았다.

## 배경
국가국방관리센터 국장 미하일 미진체프는 누출 이틀 전, 우크라이나 민족주의자들이 수미에서 가짜 깃발 화학 공격을 계획하고 있다고 주장했다. 미진체프는 3월 19일에 러시아군이 도시로 진격할 경우 주민들을 독살시키기 위해 공장의 화학약품 저장고에 지뢰를 매설했다고 주장했다. 또한 미콜라이우 주의 코틀랴로보의 중학교에서 유사한 파괴 행위가 자행되었다고도 주장했다.

## 누출
누출은 현지 시간으로 2022년 3월 21일 오전 4시 30분경 수미 교외에 위치한 수미킴프롬 화학 공장에서 처음 보고되었다.